# Edward I (hrabia Bar)
Edward I (ur. ok. 1295, zm. w 1336 na Cyprze) – hrabia Bar od 1302.

## Życiorys
Edward był synem hrabiego Bar Henryka III i Eleonory, córki króla Anglii Edwarda I. Po śmierci ojca w 1302 z powodu młodego wieku nie objął samodzielnej władzy w księstwie Bar – rządy opiekuńcze sprawowali stryjowie, mimo starań o ich przejęcie przez króla Anglii. Faktyczne rządy objął w 1311. Był sprzymierzeńcem króla Francji, którego poplecznicy mieli w księstwie duże wpływy. Umocnił władzę książęcą, wspierał gospodarkę.

## Rodzina
Żoną Edwarda była Maria, córka księcia Burgundii Roberta II. Ich dziećmi byli:
- Beatrycze, żona kapitana Mantui Gwidona Gonzagi,
- Henryk IV, hrabia Bar,
- Eleonora, żona księcia Lotaryngii Rudolfa[1].